# Muffendorf

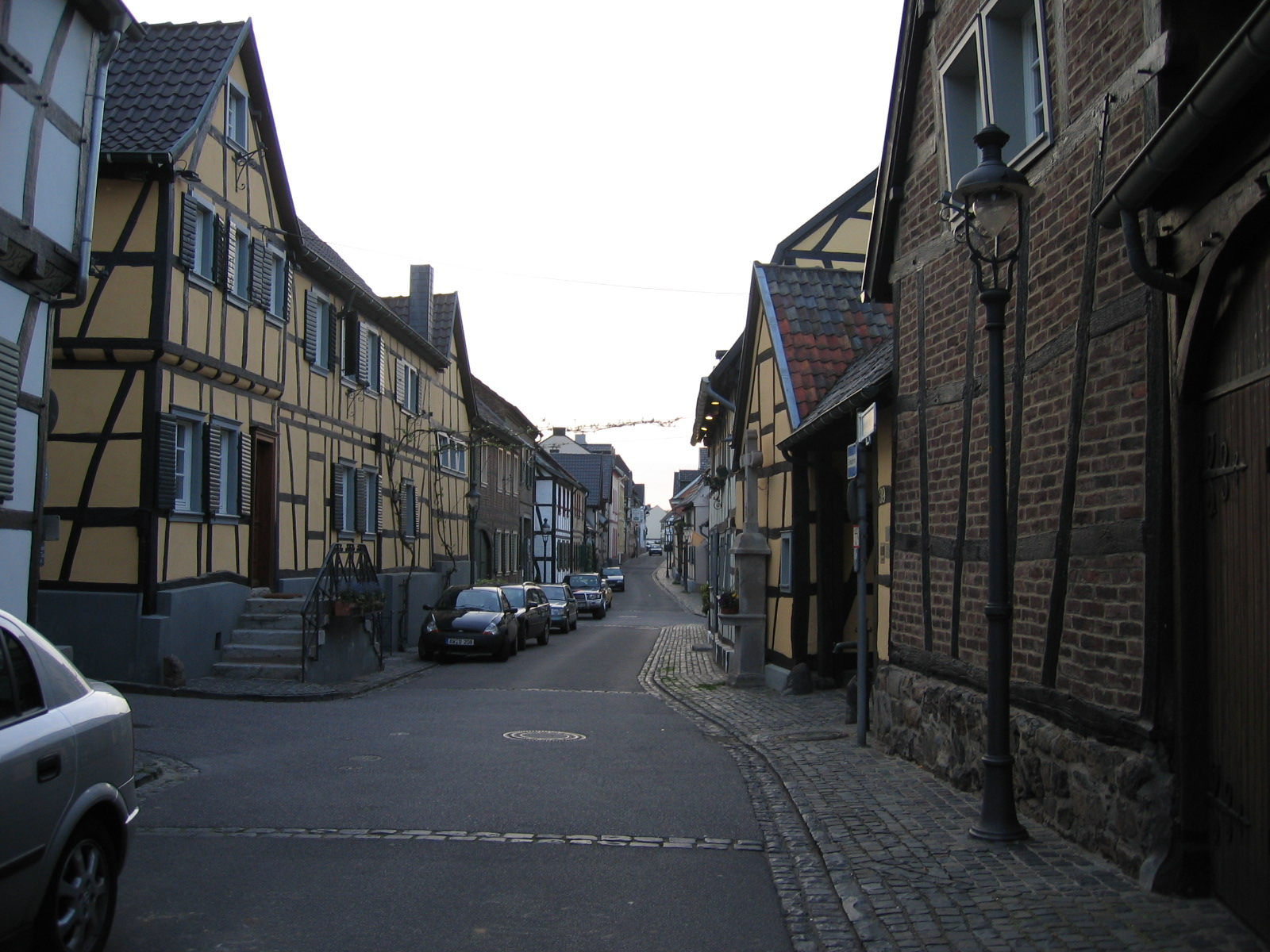
Strada principală din Muffendorf

Muffendorf este un cartier al orașului federal Bonn din districtul Bad Godesberg. Cartierul este unul rezidențial și are un centru pitoresc cu case franci cu cadre de lemn de tip Fachwerk din sec. al 17-lea, care îi dau un aer autentic și medieval.

## Locație
Muffendorf este situat pe poalele unui deal, între Heiderhof (pe deal) și Pennenfeld (în valea Rinului). În nord, se învecinează cu Alt-Godesberg, iar în sud cu Lannesdorf.

## Istorie
Descoperirile de unelte de silex arată că oamenii trăiau în zona cartierului de azi Muffendorf încă din epoca paleoliticului.
Legatul împăratului roman Marc Aureliu (161-180 d.Chr.), Gaius Scribonius, a construit un templu dedicat Dianei, zeiței vânătorii.
Locul unde a fost situat în perioada romană templul este astăzi biserica în stil romanic Sfântul Martin. În această biserică a fost descoperită în anul 1911 piatra votivă folosită în templul roman drept altar. Biserica Sf. Martin este înconjurată de către un cimitir încă în folosință și de către casa parohială a bisericii din sec. al 17-lea, care este azi în folosință privată
Prima atestare documentară a așezării franci din Muffendorf este datată la 13 iunie 888. Etrimologia denumirii așezării trimite la o așezare celtică și mai veche (muffo). Documentul atestă restaurarea localului „Siegburger Hof” (Curtea din Siegburg), cândva aparținând abației benedictine Sfântul Mihail din Siegburg, prima localitate mai mare de pe malul opus al Rinului, situată vizavi de Biserica Sf. Martin. Documentul atestă de asemenea reluarea cultivării podgoriei situată în josul localului "Siegburger Hof".
Biserica "legală" Muffendorf s-a aflat până la data de 19 iunie 913 în proprietatea mănăstirii augustine din Weilburg. Mănăstirea din Weilburg a fost construită în anul 912 de către regele Conrad I. în memoria tatălui său, Conrad de Thuringia, care a murit în anul 906 în Feuda familiilor Babenberg. Conrad I. a donat mănăstirii din belșug din propriul teren și din domeniul regal. Drept urmare, această biserică a fost deținută de către Conrad I. cel târziu din anul 911, an când acesta a fost încoronat rege. De acolo s-a dezvoltat capela de astăzi pe nume "Vechiul Sfânt Martin" (Alt St. Martin).
La data de 19 iunie 913, cancelarul regal a semnat un contract între abația colegiată Weilburg și preotul Guntbald, potrivit căruia bisericile "legale” din Muffendorf și din Breidenbach „deținute de mănăstire” îi revin acestuia la schimb pentru „propriile sale proprietăți din Breidenbach și Gladenbach”.
În 1254, Cavalerii Ordinului Teutonic au fondat castelul Muffendorf. În 1670, Muffendorf împreună cu fosta localitate Wattendorf listau 65 de locuințe.
Muffendorf a aparținut până la sfârșitul secolului al 18- lea Electoratului din Köln și aparținea administrativ împreună cu Wattendorf de Godesberg - Mehlem. Din 1816 Muffendorf a devenit o localitate din districtul administrativ al Primăriei Godesberg din districtul Bonn. În 1915, comunitatea a fost încorporată în orașul Godesberg, care a fost la rândul lui încorporat în orașul Bonn la data de 1 august 1969. Cartierul Muffendorf corespunde în mare limitelor fostei localități medievale. 

## Clădiri
- Castelul Ordnului Cavalerilor Templieri
- Biserica parohială Sfântul Martin, construită în stil neogotic între anii 1894 și 1895 de către arhitectul Anton Becker, născut în Lüftelberg. Aceasta conține două picturi mici din sticlă pictate de către Charles Crodel și executate de către Carl Helmut Steckner
- Biserica în stil romanic "Vechea biserică Sf. Martin", fostă biserică parohială, construită inițial în jurul anului 1100 și împrejmuită de către un mic cimitir.
- Mica Sală Beethoven este o sală de evenimente construită în stil de bazilică în anul 1896, în timpul Imperiului German.

## Cultură
- O dată pe an, în prima duminică din luna septembrie, în Muffendorf are loc Muffenale, o expoziție de meșteșuguri și meserii cu o latură comercială.
- În Mica Sală Beethoven au loc concerte, reprezentații artistice și festivități de Carnaval.

## Personalități
- Prezentatorul de radio Frank Wallitzek a locuit în Muffendorf în perioada 2008-2010.
- Sculptorul și pictorul Heinz Feuerborn trăiește și lucrează în Muffendorf.
- Violonistul și compozitorul Konstantin Gockel, specialist în principal în domeniul muzicii noi, locuiește în Muffendorf.
- Pictorul de gen Peter Schwingen (1813-1863) s-a născut în Muffendorf. Imaginile sale care reprezintă copii și satul arată experiența vieții la țară.
- În timpul șederii sale la Bonn, cancelarul germaniei, Angela Merkel a locuit în Muffendorf în Elfstrasse. [3]
- Moderatorul programului de televiziune „RTL Actual” Peter Kloeppel locuiește în Muffendorf.
- Actrița Heide Keller locuiește în Muffendorf.

## Imagini din Muffendorf

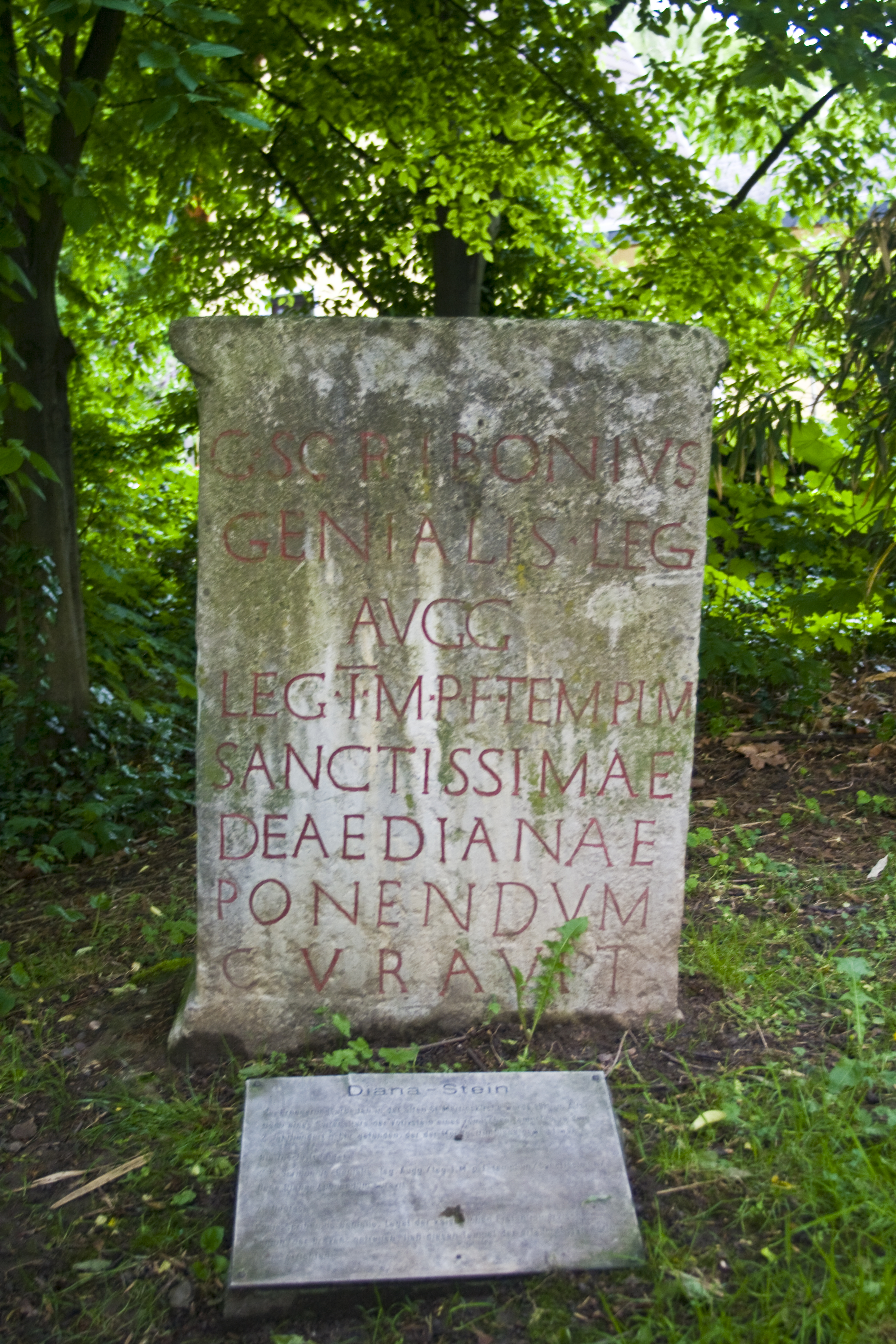
Copie după „Piatra Dianei”
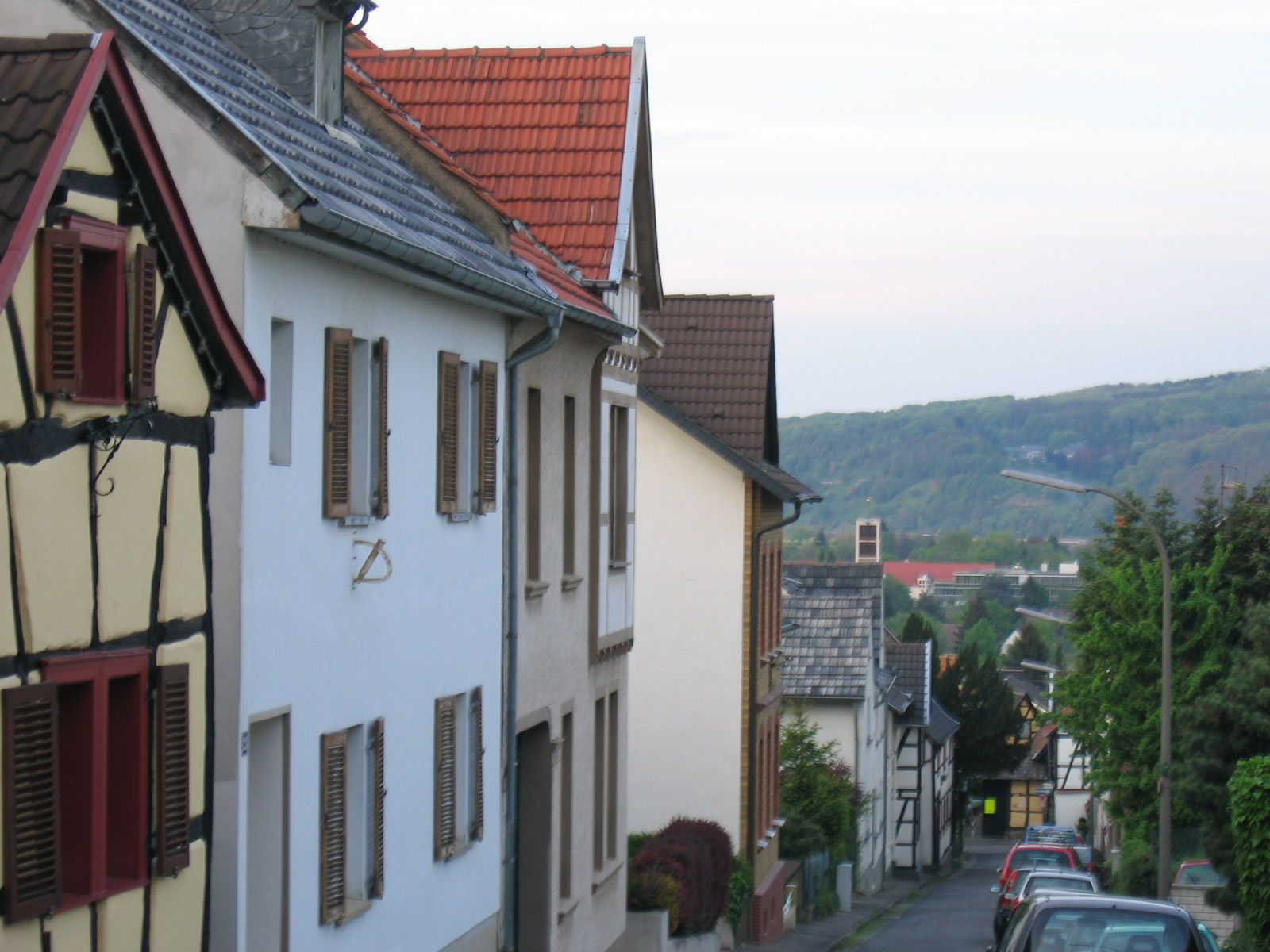
Vedere la vale
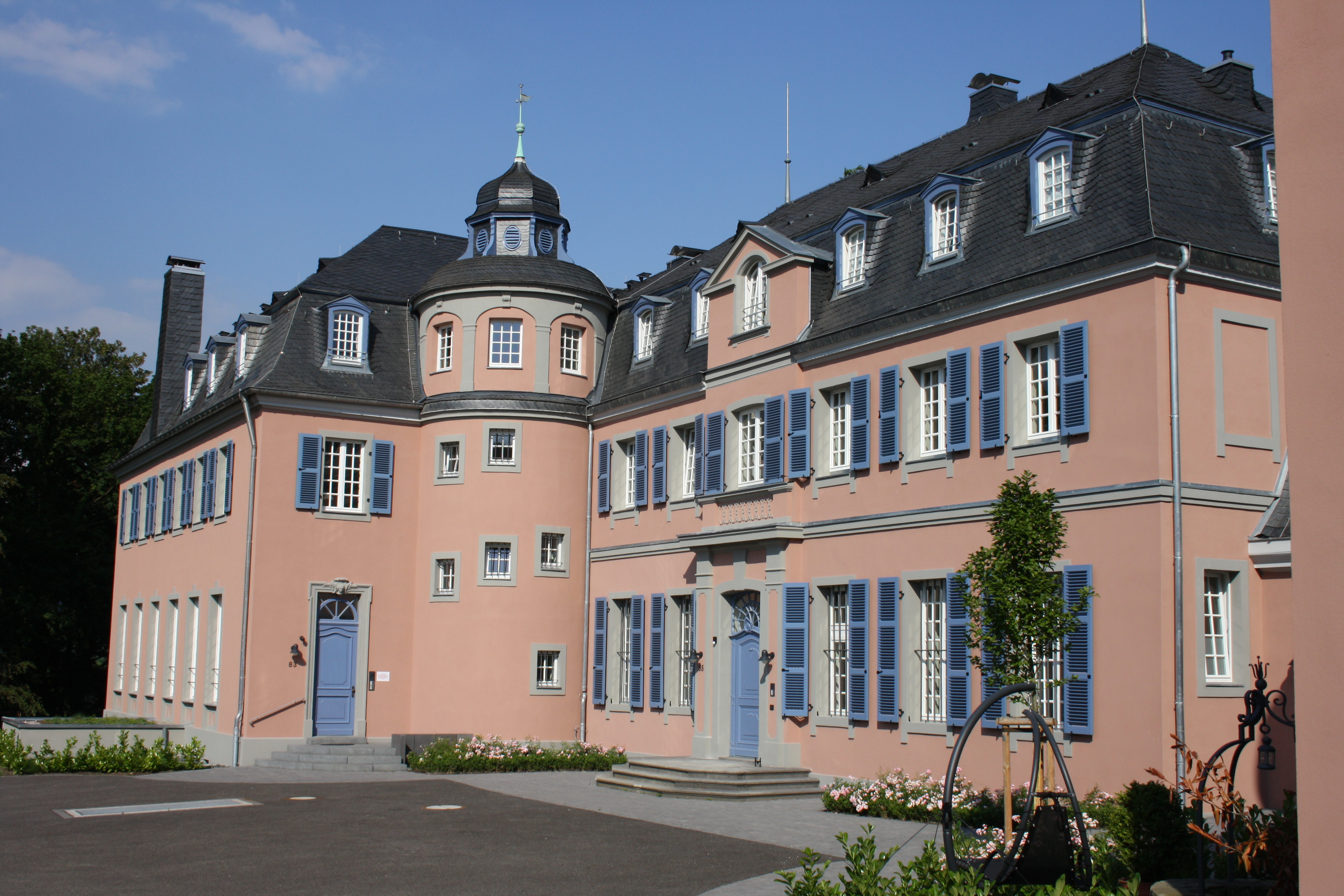
Castel al Ordinului Cavaleresc al Teutonilor
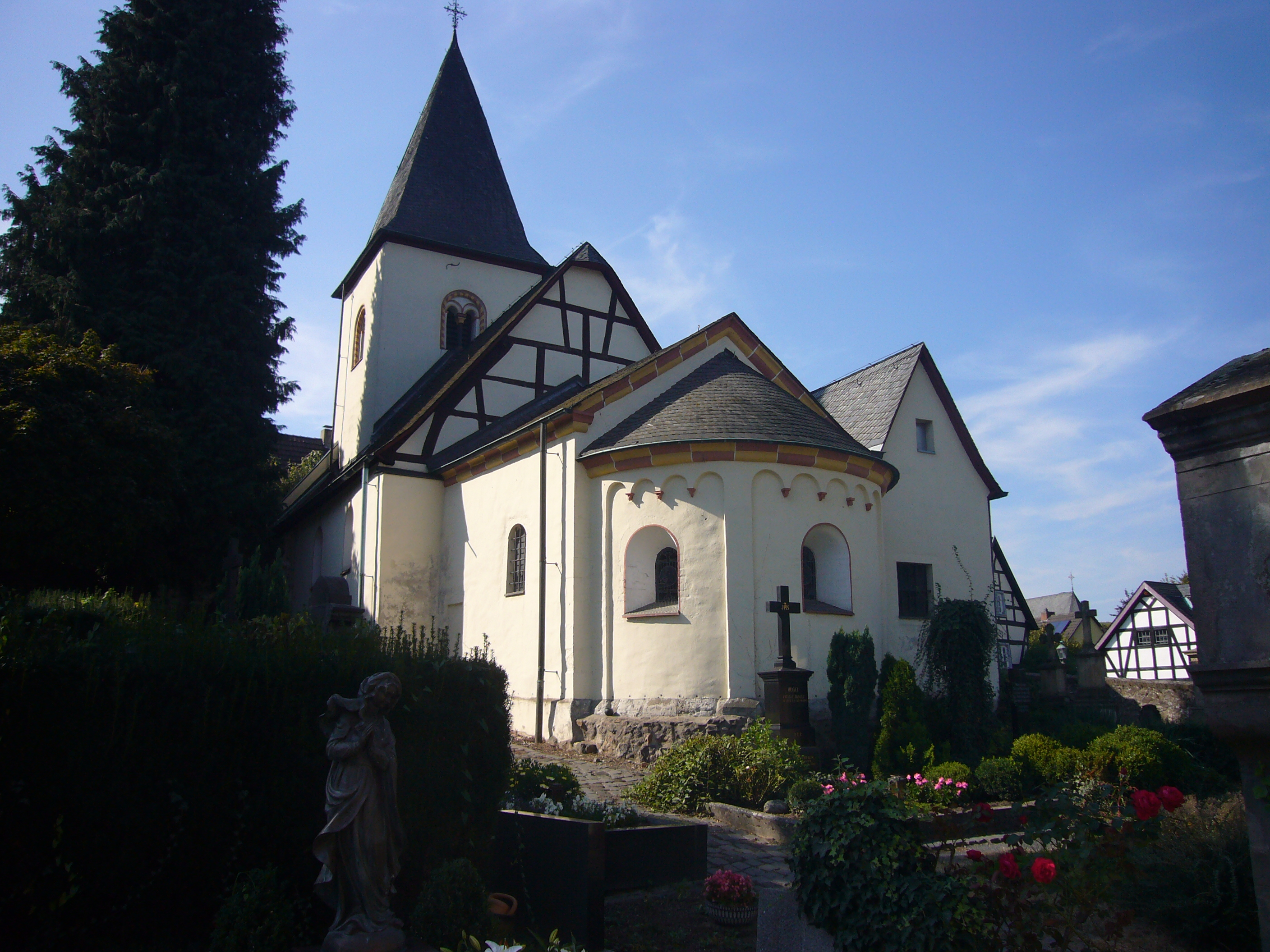
Vechea biserică Sfântul Martin
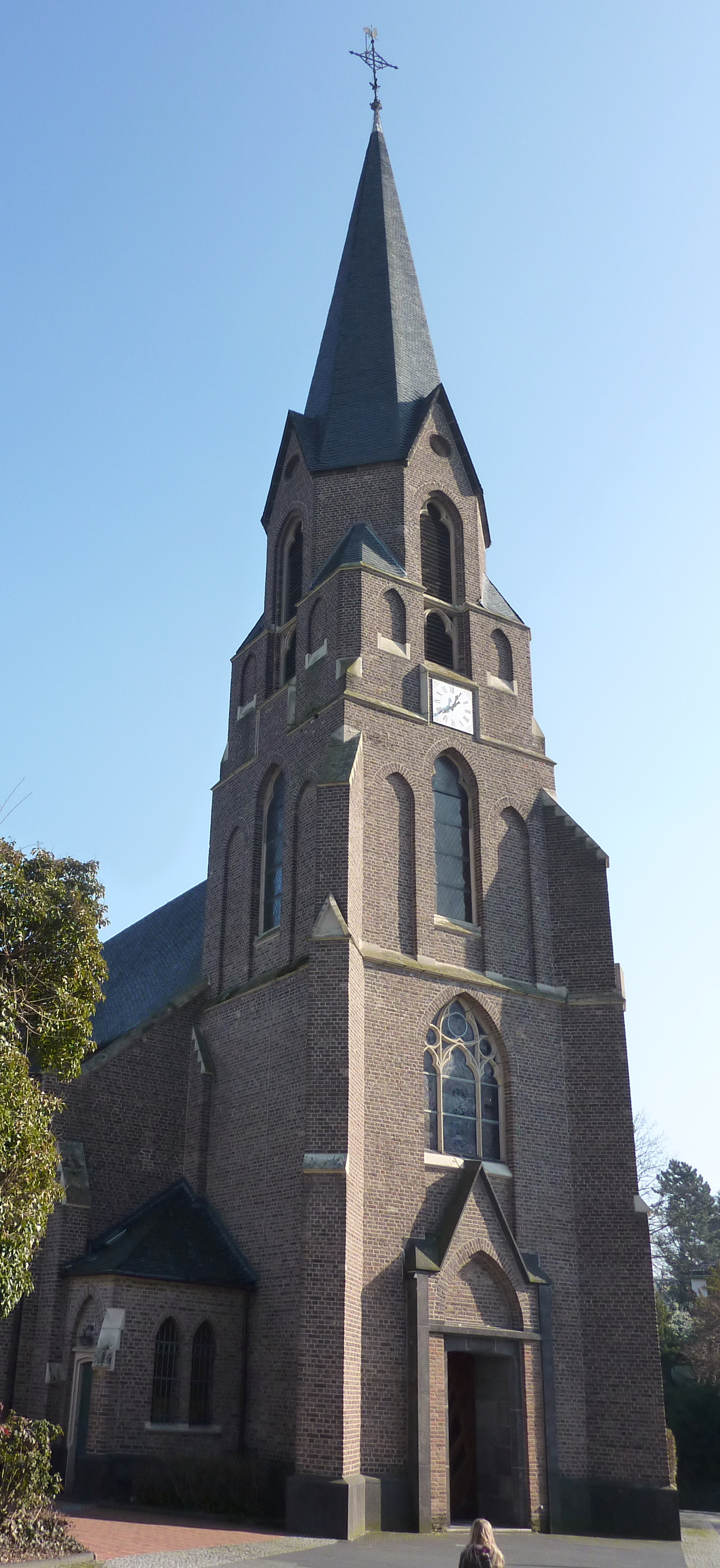
Biserica Sfântul Martin